# Tanaecia yasodara
Tanaecia yasodara är en fjärilsart som beskrevs av Hans Fruhstorfer 1913. Tanaecia yasodara ingår i släktet Tanaecia och familjen praktfjärilar. Inga underarter finns listade i Catalogue of Life.